# Церковь Святого Иоанна Крестителя (Абовян)
Церковь Святого Иоанна Крестителя (арм. Սուրբ Հովհաննես Մկրտիչ Եկեղեցի) — храм Армянской Апостольской церкви в городе Абовян Котайкской области Армении.

## История
Возведение церкви Святого Иоанна Крестителя в 10 км от Еревана началось в августе 2006 года на средства армянского бизнесмена, лидера партии «Процветающая Армения» Гагика Царукяна. Строительство храма продолжалось 7 лет, и в мае 2013 года он был освящён. Специально к этому дню из музея Эчмиадзинского монастыря были привезены частицы мощей Святого Иоанна Крестителя. В церемонии приняли участие Католикос всех армян Гарегин II, действовавший президент Армении Серж Саргсян, его предшественник на этом посту Роберт Кочарян, премьер-министр Армении Тигран Саргсян, а также присутствовавший с официальным визитом президент Белоруссии Александр Лукашенко.

## Описание
Высота храма составляет 50 м. Автором проекта выступил архитектор Артак Гулян, а авторами фресок — отец и сын Абраам и Айк Азаряны. Резьбой по камню занимались более 40 мастеров. В них были включены копии изображений со средневековых армянских храмов, в том числе храма Святого Креста, располагающегося на острове Ахтамар на озере Ван (ныне — территория Турции). В ходе строительства были максимально использованы традиции армянского зодчества.

## Галерея

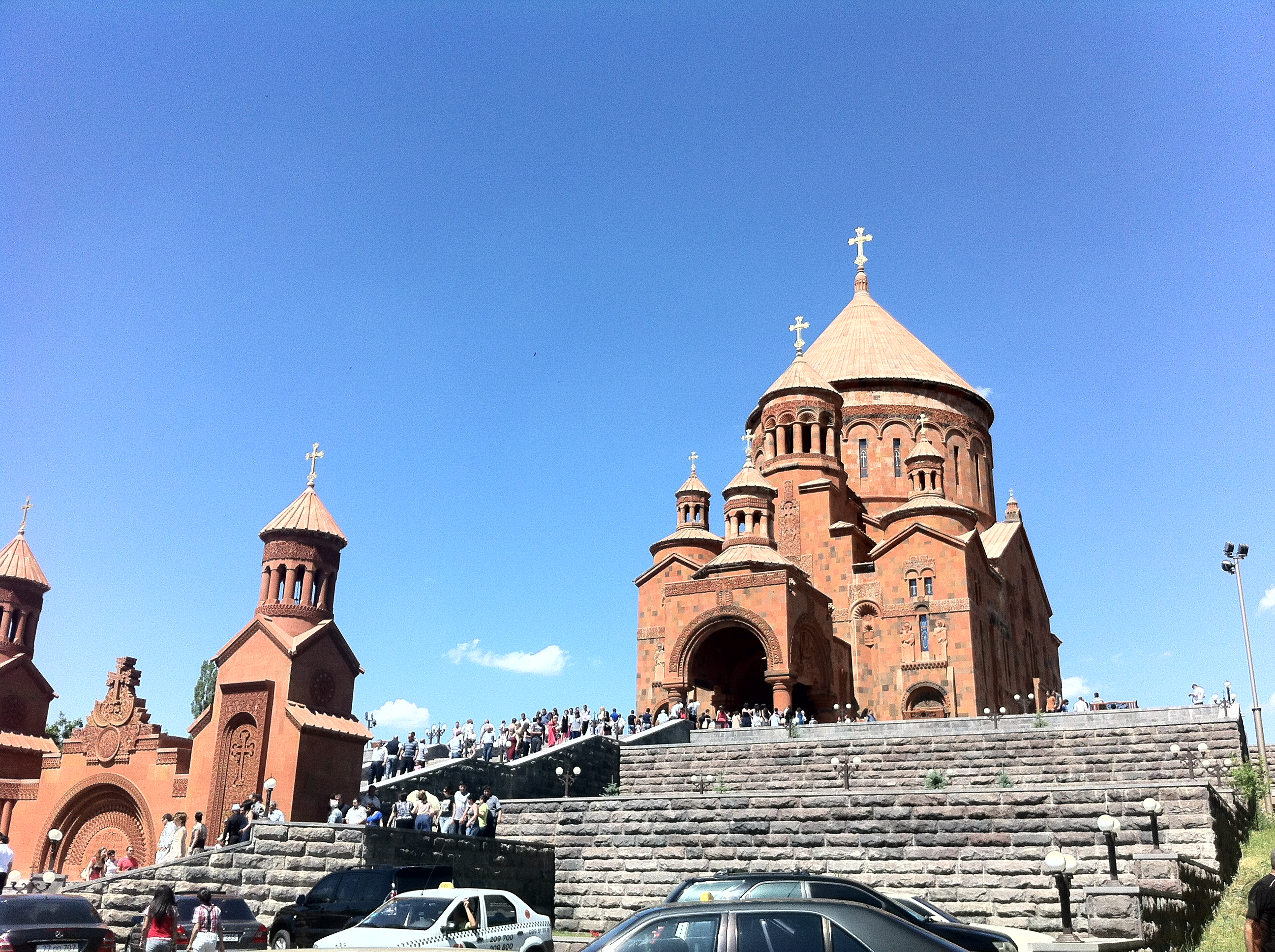
Общий вид
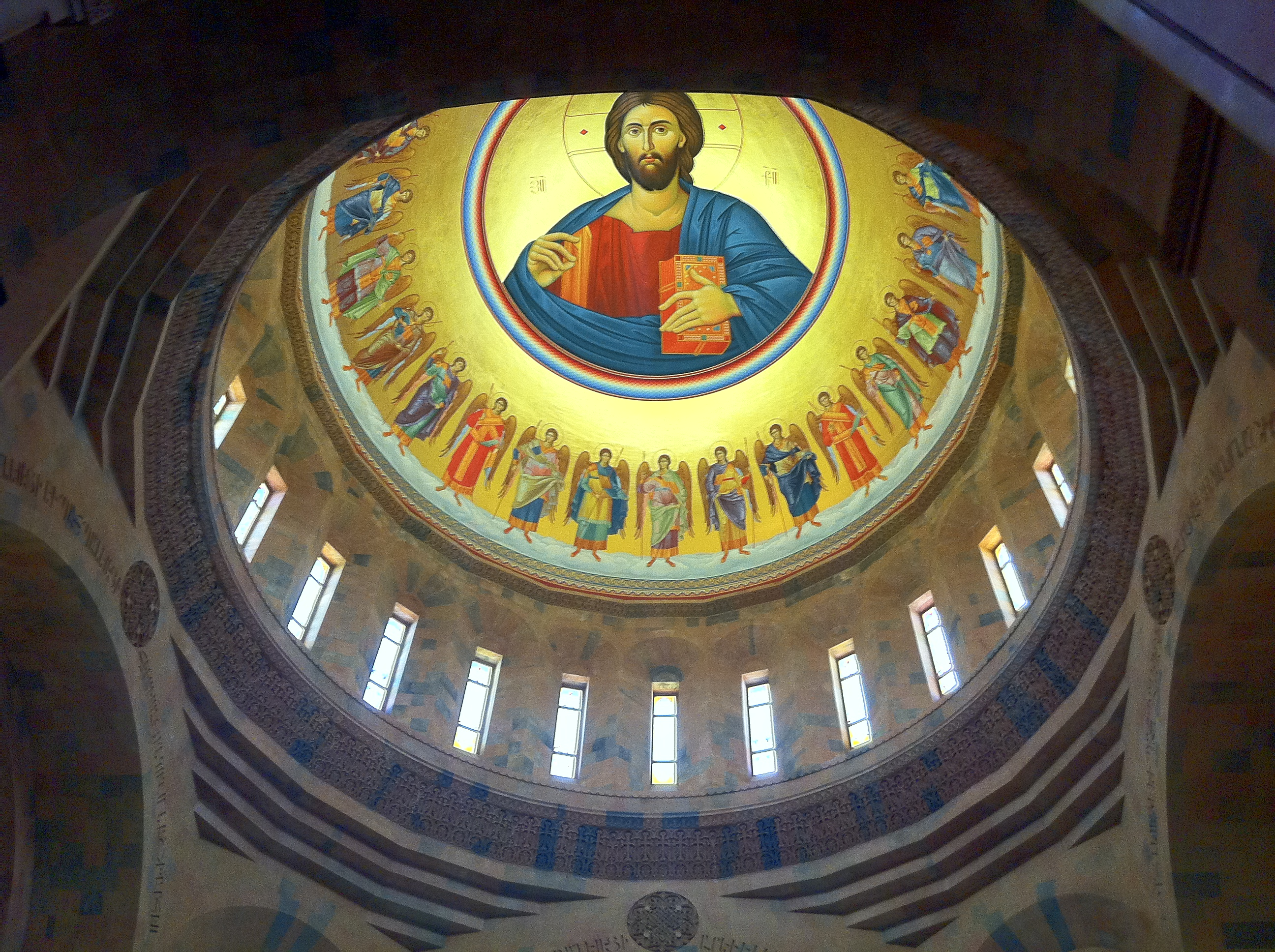
Вид изнутри на центральный купол
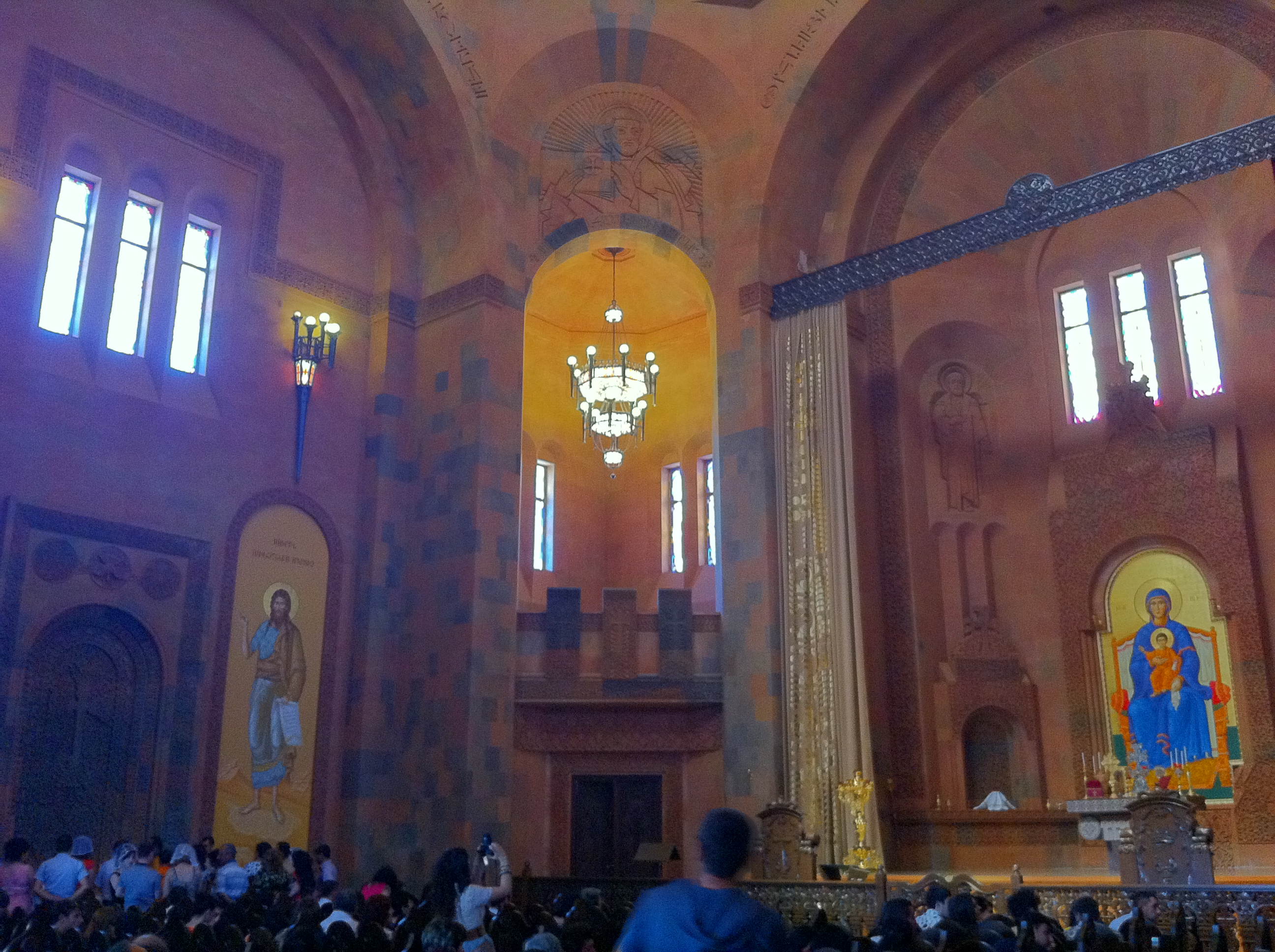
Интерьер